# Kyboasca sexevidens
Kyboasca sexevidens är en insektsart som beskrevs av Dlabola 1967. Kyboasca sexevidens ingår i släktet Kyboasca och familjen dvärgstritar. Inga underarter finns listade i Catalogue of Life.